# Hourquette d'Arrouyes
Pour les articles homonymes, voir Hourquette.
Ne doit pas être confondu avec Passade d'Arrouye.
La hourquette d'Arrouyes est un col de montagne pédestre des Pyrénées à 2 214 mètres d'altitude, dans le Lavedan, dans le département français des Hautes-Pyrénées en Occitanie.
Il relie la vallée de Cestrède, au nord, à la vallée d'Aspé.

## Toponymie
Hourquette est un nom féminin gascon /hurketɵ/, dérivé de hourque « fourche », du latin furca. L'idée de fourche est un passage en « V », en principe plus resserré qu'un col et moins marqué qu'une brèche.
En occitan, arrouye signifie « rouge ».

## Géographie
La hourquette d'Arrouyes est située entre la Sarre Aute (2 277 m) à l'ouest et le tuque Esparbère (2 291 m) à l'est.

## Protection environnementale
Le col fait partie d'une zone naturelle protégée, classée ZNIEFF de type 1 et de type 2.

## Voies d'accès
Le versant nord est accessible par la vallée de Cestrède depuis le parking aux granges de Bué, suivre le long du ruisseau de l'Oule puis monter vers la cabane de l'Oule.
Sur le versant sud, on y accède depuis Gèdre par la route de Saussa en suivant le pont de Saugé.